# Александар Рашић
Александар Рашић (Шабац, 16. март 1984) је бивши српски кошаркаш.
Играо је на позицијама плејмејкера и бека. Тренутно врши функцију председника ОКК Шабац.

## Клупска каријера
Рашић је поникао у ОКК Шабац, одакле још у млађим категоријама прелази у ФМП. Био је на позајмици у чачанском Борцу, да би од сезоне 2004/05. заиграо за први тим ФМП-а. Са клубом из Железника је освојио Јадранску лигу у сезони 2005/06, а поред тога има и два освојена Куп Радивоја Кораћа — 2005. и 2007. године.
У марту 2007. напушта ФМП и прелази у Ефес Пилсен, са којим потписује двоипогодишњи уговор. У Ефесу остаје до краја сезоне, и осваја Куп Турске. У августу 2007. прелази у Динамо из Москве. У руском клубу се кратко задржао, и већ новембра 2007. прелази у берлинску Албу. У дресу Албе је на девет утакмица УЛЕБ купа, за просечно 15 минута по мечу, постизао 4,9 поена уз 1,6 скокова и асистенција, док је у немачкој лиги остварио просек од 4,2 поена за 12 минута по мечу. Са Албом је освојио титулу првака Немачке.
У јулу 2008. потписује уговор са Партизаном. У црно-белом дресу је провео наредне две сезоне, током којих је освојио све домаће трофеје, и играо на фајнал фору Евролиге у сезони 2009/10. Након одласка из Партизана, по једну сезону проводи у Трабзонспору, Лијетувос ритасу, Монтепаски Сијени, ТЕД Анкари и Конијаспору.
Сезону 2015/16. почиње у Стеауи из Букурешта, потом у децембру 2015. прелази у Турк Телеком, да би се у мају 2016. вратио у Србију и прикључио екипи Мега Лекса за такмичење у Суперлиги Србије. У јулу 2016. поново одлази у Румунију и потписује за екипу Клужа. Са румунским клубом је провео наредне три сезоне, током којих је освојио титулу првака државе у сезони 2016/17, као и два трофеја у Купу (2017, 2018). Након завршетка сезоне 2018/19. је одлучио да заврши играчку каријеру.

## Репрезентација
Са репрезентацијом Србије и Црне Горе до 20 година је играо на Европском првенству 2004. године.
Био је на припремама репрезентације Србије за Европско првенство 2007. у Шпанији, али селектор Зоран Славнић је одлучио да он и Миле Илић не путују на првенство.
За репрезентацију је ипак дебитовао на Светском првенству 2010. у Турској. Такође је играо и на Европском првенству 2011. у Литванији. Последњи пут у националном дресу је наступио током лета 2012, у квалификацијама за Европско првенство 2013. у Словенији.

## Успеси

### Клупски
- ФМП Железник:
  - Куп Радивоја Кораћа (2): 2005, 2007.
  - Јадранска лига (1): 2005/06.
- Ефес Пилсен:
  - Куп Турске (1): 2007.
- АЛБА Берлин:
  - Првенство Немачке (1): 2007/08.
- Партизан:
  - Првенство Србије (2): 2008/09, 2009/10.
  - Куп Радивоја Кораћа (2): 2009, 2010.
  - Јадранска лига (2): 2008/09, 2009/10.
- Монтепаски Сијена:
  - Првенство Италије (1): 2012/13.
  - Куп Италије (1): 2013.
- У Клуж-Напока:
  - Првенство Румуније (1): 2016/17.
  - Куп Румуније (2): 2017, 2018.

### Појединачни
- Најкориснији играч финала Купа Румуније (1): 2017.[12]